# Sivatagi füleskuvik
A sivatagi füleskuvik (Otus brucei) a madarak (Aves) osztályának a bagolyalakúak (Strigiformes) rendjéhez, ezen belül a bagolyfélék (Strigidae) családjához tartozó faj.

## Rendszerezése
A fajt Allan Octavian Hume brit botanikus és ornitológus írta le 1873-ban, az Ephialtes nembe Ephialtes brucei néven.

## Alfajai
- Otus brucei exiguus (Mukherjee, 1958) - Szíria déli része, Libanon, Izrael, Palesztina, Jordánia, Szaúd-Arábia északkeleti része, Irak déli része, Irán déli és keleti része és Pakisztán nyugati része
- Otus brucei obsoletus (Cabanis, 1875) - Törökország déli része, Szíria északi része, Türkmenisztán, Üzbegisztán és Afganisztán északi része
- Otus brucei brucei (Hume, 1872) - az Aral-tó vidéke, valamint Kirgizisztán és Tádzsikisztán
- Otus brucei semenowi (Zarudny & Härms, 1902) - Tádzsikisztán déli része, Afganisztán keleti része, Pakisztán északi része valamint a Hszincsiang-Ujgur Autonóm Terület [2]

## Előfordulása
Közel-Keleten, valamint Ázsia nyugati és középső részén honos. Természetes élőhelyei a forró sivatagok, mérsékelt övi cserjések, folyók és patakok környékén, sziklás környezetben, valamint szántóföldek, ültetvények, vidéki kertek és városi régiók. Vonuló faj.

## Megjelenése
Testhossza 21 centiméter, szárnyfesztávolsága 54-64 centiméter, testtömege 100-110 gramm.

## Természetvédelmi helyzete
Az elterjedési területe rendkívül nagy, egyedszáma pedig stabil. A Természetvédelmi Világszövetség Vörös listáján nem fenyegetett fajként szerepel.

## További információ
- Képek az interneten a fajról
- Xeno-canto.org - a faj hangja és elterjedési területe